# Здравко Димитров (политик)
Вижте пояснителната страница за други личности с името Здравко Димитров.
Здравко Димитров е български политик.

## Биография
Роден е на 22 май 1963 г. в Пловдив. Завършва средното си образование в СУ „Васил Левски“ в родния си град и Пловдивския университет „Паисий Хилендарски“ като бакалавър по спортна педагогика. Магистър е от Пловдивския университет по публична администрация (2011) и по психология (2002), както и по финансов мениджмънт от Стопанската академия „Д. А. Ценов“ в Свищов. Здравко Димитров е семеен, с 2 дъщери.

## Кариера
През 1981 – 1991 г. е състезател по баскетбол в ЦСКА и ССК „Академик“ в Пловдив. Участвал е в националния отбор по баскетбол и е носител на международни и национални награди.
От 1991 г. до 2007 г. се занимава с частен бизнес. От 1994 до 2007 г. е президент на баскетболен клуб „Академик“, Пловдив. Член е на УС на БФБ и УС на ЛЗД „Сокол“, Пловдив.

### Политическа кариера
Учредител е на политическа партия ГЕРБ. През ноември 2007 година печели мажоритарните избори за кмет на район „Западен“ в Пловдив с мандат за периода 2007 – 2011 г.
С Решение № 824 от 14 ноември 2011 година на Министерския съвет на Република България с министър-председател Бойко Борисов е назначен за областен управител на област Пловдив. Областен координатор на ПП ГЕРБ в Пловдив област през 2012 – 2015 г. Депутат в XLII и XLIII народно събрание.
Независим кандидат е за кмет на община Пловдив на местните избори през 2015 г., издигнат от инициативен комитет и подкрепен от Реформаторски блок.
С Решение № 865 от 6 ноември 2015 година на Министерския съвет на Република България с министър-председател Бойко Борисов е назначен за Областен управител на област Пловдив.
Кандидат на ПП ГЕРБ за кмет на община Пловдив на местните избори през 2019 г., които печели на втория тур на 3 ноември 2019 г. През януари 2021 г. е избран за председател на Регионалния съвет за развитие в Южния централен район с мандат за четири години.

## Отличия
Награден е от Министъра на отбраната с медал за принос към Министерството на отбраната – заповед на Министъра на отбраната № КН-216/29.11.2012 г.
През 2015 г. е отличен с най-високото църковно отличие орден Първа степен „Свети апостол Ерм“ от Негово високо преосвещенство пловдивският митрополит Николай.